# غرسنية
الغرسنية أو جَنْدَم أو كَنْدَم (الاسم العلمي:Garcinia) هي جنس من النباتات تتبع فصيلة الكلوزية من رتبة الملبيغيات. المواطن الأصلية في آسيا وأستراليا وافريقيا الاستوائية والجنوبية، وبولينيزيا. عدد الأنواع المشكوك بأمرها عالي والمصادر المختلفة تعترف بما بين 50 حوالي 300 نوع. عادة تسمى النباتات في هذا جنس أشجار النسغ وجوز الجندم (والتي قد تشير أيضا على وجه التحديد إلى المانغوستين الأرجواني) والمانغوستين والغرسينيات أو تسمى ببعض الأحيان ب«فاكهة القرود».

## أنواع الغرسنية
- غرسنية صمغية
- غرسنية لاطئة
- غرسنية هندية
- غرسنية إسفينية الأوراق
- غرسنية أحادية الزهرة
- غرسنية أفزلية
- غرسنية أليفة الكالسيوم
- غرسنية أندامانية
- غرسنية بالنسية
- غرسنية براسية
- غرسنية بوالنية
- جندم أصام
- جندم بنطامي
- جندم حلو
- جندم سنغفورا
- غرسنية بورتوريكية
- غرسنية بيكارية
- غرسنية تنزانية
- غرسنية تونكينية
- غرسنية ثنائية المسكن
- غرسنية جبلية
- غرسنية حمراء
- غرسنية حمراء البذور
- غرسنية حمراء الزهرة
- غرسنية خضراء الأزهار
- غرسنية خضراء مسودة
- غرسنية خطية
- غرسنية ريدليانية
- غرسنية سامارية
- غرسنية سليمانية
- غرسنية سميكة الأزهار
- غرسنية سميكة العروق
- غرسنية سميكة الفروع
- غرسنية سهمية الأوراق
- غرسنية سولاوسية
- غرسنية سومباوية
- غرسنية شاذة
- غرسنية غمامية
- غرسنية غينيا الجديدة
- غرسنية فياردية
- غرسنية قوانغشية
- غرسنية كبريتية
- غرسنية كبيرة الأزهار
- غرسنية كثير الأزهار
- غرسنية كثيفة الأزهار
- غرسنية كوبية
- غرسنية لاذعة
- غرسنية لوزونية
- غرسنية لوهيرية
- غرسنية مانية
- غرسنية متباينة الأوراق
- غرسنية متطاولة الأوراق
- غرسنية متقاربة
- غرسنية متنوعة الأوراق
- غرسنية مخددة
- غرسنية مدغشقرية
- غرسنية مسودة
- غرسنية مشترطة
- غرسنية مضللة
- غرسنية مغذية
- غرسنية ملاكية
- غرسنية ملتفة الساق
- غرسنية ممتلئة
- غرسنية منداناوية
- غرسنية أليفة الجبال
- غرسنية أمبونية
- غرسنية أوليفرية
- غرسنية آسية الورق
- غرسنية بنثامية
- غرسنية بورنيونية
- غرسنية بوشنانية
- غرسنية بيضاوية الأوراق
- غرسنية ترافنكورية
- غرسنية تيمورية
- غرسنية ثورلية
- غرسنية جنوبية
- غرسنية حلوة
- غرسنية خزفية
- غرسنية خطية الأوراق
- غرسنية سميثية
- غرسنية سميكة الأوراق
- غرسنية سنمية
- غرسنية سيلانية
- غرسنية شوكية الثمار
- غرسنية صغيرة الثمار
- غرسنية ضفافية
- غرسنية طرفية الأزهار
- غرسنية طويلة الأوراق
- غرسنية غارية الأوراق
- غرسنية غرفثية
- غرسنية فيتية
- غرسنية قصيرة الساق
- غرسنية قلبية
- غرسنية قليلة العروق
- غرسنية كابورونية
- غرسنية كارولينية
- غرسنية متعددة الأزهار
- غرسنية متوسطة
- غرسنية ملتفة
- غرسنية منظارية
- غرسنية هسكارلية
- غرسنية هينانية
- غرسنية وايتية
- غرسنية ولاستونية
- غرسنية ويتفوردية
- غرسنية يونانية